# Diaulinopsis arenaria
Diaulinopsis arenaria är en stekelart som först beskrevs av Erdös 1951.  Diaulinopsis arenaria ingår i släktet Diaulinopsis, och familjen finglanssteklar. Arten är reproducerande i Sverige.